# Mario Party 9
Mario Party 9 is een partyspel voor Nintendo Wii en werd op 2 maart 2012 in Europa uitgebracht. Het spel werd aangekondigd op Nintendo's persconferentie in juni 2011. Mario Party 9 maakt gebruik van de functies van de Wii-afstandsbediening.
Het spel verschilt met zijn voorgangers. Alle spelers bewegen zich tegelijkertijd over de diverse speelborden voort in een voertuig. Ook het doel is veranderd. De spelers verzamelen niet langer munten om sterren te kopen, maar ze winnen Mini Stars (bananen in DK's Jungle Ruins) als ze deze passeren. Ze moeten uitkijken voor Mini Ztars, waarmee Mini Stars van de score worden afgetrokken.

## Spelmodes
In Mario Party 9 zijn er 5 spelmodes.
- Party Hier kan je met 1-4 spelers op een bord spelen
- Solo Hier ga je van het ene spelbord naar het andere met het doel Bowser verslaan.
- Minigames Speel je favoriete Minigames in verschillende spellen waaronder:

Free play, step it up, High rollers, Choice challenge, Time Attack, en Garden Battle.
- Museum Ruil je PARTY POINTS in voor prijzen.
- Extra's Speel speciale spellen.

## Speelbare personages
Mario Party 9 bevat 12 verschillende spelpersonages. Twee van deze personages moeten eerst worden vrijgespeeld in solo mode.
- Mario
- Luigi
- Peach
- Daisy
- Wario

- Waluigi
- Yoshi
- Birdo
- Toad
- Koopa Troopa

Vrij te spelen:
- Shy Guy
- Kamek

## Spelborden
Mario Party 9 bevat wel zeven spelborden, maar zes spelborden met elk hun eigen thema en twee eindbazen in solo mode en bevat zeven elk hun eigen thema en twee eindbazen in party mode.
- Toad Road
- Bob-omb Factory
- Boo's Horror Castle
- Blooper Beach
- Magma Mine
- Bowser Station (vrij te spelen via de Solo mode)
- DK's Jungle Ruins (vrij te spelen, met PARTY POINTS.)

## Eindbazen
- Lakitu Midden Toad Road
- Wiggler Eind Toad Road
- Cheep Cheep Midden Blooper beach
- Blooper Eind Blooper beach
- Whomp Midden Bob-omb Factory
- King Bob-omb Eind bob-omb Factory
- Spike midden magma mine
- Chain Chomp Eind magma mine
- Bowser Jr. Midden bowser station
- Bowser Eind bowser station
- Diddy Kong midden Dk`s jungle ruins (geen echte eindbaas maar speciale minigame)
- Donkey Kong Eind dk`s jungle ruins (geen echte eindbaas maar speciale minigame)

## Score's
- Nintendo Power - 8/10
- NintendoLife - 8/10
- [N]Gamer - 8,5/10